# Dorothy Shirley
Pour les articles homonymes, voir Shirley.
Dorothy Ada Shirley-Emerson (née le 15 mai 1939 à Manchester) est une athlète britannique spécialiste du saut en hauteur. Licenciée au Salford Harriers puis au Spartan Ladies Athletic Club, elle mesure 1,64 m pour 56 kg.

## Carrière

### Palmarès
| Date | Compétition                                     | Lieu      | Résultat | Performance |
| ---- | ----------------------------------------------- | --------- | -------- | ----------- |
| 1958 | Jeux de l'Empire britannique et du Commonwealth | Cardiff   | 4e       | 1,65 m      |
| 1958 | Championnats d'Europe                           | Stockholm | 3e       | 1,67 m      |
| 1960 | Jeux olympiques d'été                           | Rome      | 2e       | 1,71 m      |
| 1962 | Jeux de l'Empire britannique et du Commonwealth | Perth     | 7e       | 1,67 m      |
| 1962 | Championnats d'Europe                           | Belgrade  | 4e       | 1,67 m      |
| 1966 | Jeux de l'Empire britannique et du Commonwealth | Kingston  | 2e       | 1,70 m      |

### Records
| Épreuve         | Performance | Lieu | Date |
| --------------- | ----------- | ---- | ---- |
| Saut en hauteur | 1,74 m      |      | 1969 |